# Lijst van coaches van het Azerbeidzjaans voetbalelftal (mannen)
Dit is een lijst van bondscoaches van het Azerbeidzjaans voetbalelftal mannen.

## Bondscoaches
| Naam                  | Land van herkomst | Begin periode    | Einde periode    | Prijzen | Opmerkingen/Wijze van vertrek                   |
| --------------------- | ----------------- | ---------------- | ---------------- | ------- | ----------------------------------------------- |
| Akhmed Aleskerov      | Oekraïne          | 1 juli 1992      | 31 december 1993 |         |                                                 |
| Kazbek Tuayev         | Azerbeidzjan      | 19 april 1994    | 19 april 1994    |         |                                                 |
| Agaselim Mirjavadov   | Azerbeidzjan      | 1 januari 1994   | 6 september 1995 |         |                                                 |
| Kazbek Tuayev         | Azerbeidzjan      | 1 oktober 1995   | 15 november 1996 |         |                                                 |
| Vagif Sadygov         | Azerbeidzjan      | 1 maart 1997     | 28 november 1998 |         |                                                 |
| Akhmed Aleskerov      | Azerbeidzjan      | 1 juli 1998      | 9 oktober 1999   |         |                                                 |
| Asgar Abdullayev      | Azerbeidzjan      | 6 februari 2000  | 4 juni 2000      |         |                                                 |
| Igor Ponomaryov       | Azerbeidzjan      | 26 juli 2000     | 7 oktober 2001   |         |                                                 |
| Kazbek Tuaev          | Azerbeidzjan      | 15 februari 2002 | 31 maart 2002    |         |                                                 |
| Vagif Sadygov         | Azerbeidzjan      | 17 april 2002    | 12 oktober 2002  |         |                                                 |
| Asgar Abdullayev      | Azerbeidzjan      | 25 oktober 2002  | 20 december 2003 |         |                                                 |
| Carlos Alberto Torres | Brazilië          | 14 februari 2004 | 4 juni 2005      |         |                                                 |
| Vagif Sadygov         | Azerbeidzjan      | 17 augustus 2005 | 12 oktober 2005  |         |                                                 |
| Shahin Diniyev        | Azerbeidzjan      | 1 november 2005  | 31 oktober 2007  |         |                                                 |
| Gjoko Hadzievski      | Noord-Macedonië   | 31 oktober 2007  | 3 april 2008     |         | Ontslagen, Berti Vogts vervangt hem             |
| Berti Vogts           | Duitsland         | 1 april 2008     | 17 oktober 2014  |         | Ontslag genomen, Mahmud Qurbanov vervangt hem   |
| Mahmud Qurbanov       | Azerbeidzjan      | 18 oktober 2014  | 2 december 2014  |         | Interim , Robert Prosinecki vervangt hem        |
| Robert Prosinecki     | Kroatië           | 3 december 2014  | 5 november 2017  |         | Ontslag genomen, Qurban Qurbanov vervangt hem   |
| Qurban Qurbanov       | Azerbeidzjan      | 3 november 2017  | 8 december 2018  |         | Ontslag genomen, Nikola Hurcevic vervangt hem   |
| Nikola Jurcevic       | Kroatië           | 11 februari 2019 | 13 december 2019 |         | Ontslag genomen, Giovanni De Biasi vervangt hem |
| Giovanni De Biasi     | Italië            | 30 juli 2020     | 30 november 2023 |         | Contract niet verlengd                          |
| Arif Asadov           | Azerbeidzjan      | 20 maart 2024    | 11 juni 2024     |         | Interim                                         |
| Fernando Santos       | Portugal          | 12 juni 2024     | heden            |         |                                                 |

AFFA · A-internationals · Bondscoaches · Statistieken · Azerbeidzjaans vrouwenelftal · Azerbeidzjan U21 · Azerbeidzjan U20 · Azerbeidzjan U19 · Azerbeidzjan U18 · Azerbeidzjan U17 · Azerbeidzjan U16
1992 – 1999 ·
2000 – 2009 ·
2010 – 2019 ·
2020 − 2029
1992 · 
1993 · 
1994 · 
1995 · 
1996 · 
1997 · 
1998 · 
1999 · 
2000 · 
2001 · 
2002 · 
2003 · 
2004 · 
2005 · 
2006 · 
2007 · 
2008 · 
2009 · 
2010 · 
2011 · 
2012 · 
2013 · 
2014 · 
2015 · 
2016 · 
2017 ·
2018 ·
2019 ·
2020 ·
2021 ·
2022 ·
2023 ·
2024
Albanië ·
Andorra ·
Bahrein ·
België ·
Bosnië en Herzegovina · 
Bulgarije ·
Canada ·
Cyprus ·
Duitsland ·
Engeland ·
Estland ·
Faeröer ·
Filipijnen ·
Finland ·
Frankrijk ·
Georgië ·
Honduras ·
Hongarije ·
Ierland ·
IJsland ·
India ·
Irak ·
Iran ·
Israël ·
Italië ·
Japan · 
Jordanië ·
Kazachstan ·
Kirgizië · 
Koeweit · 
Kosovo · 
Kroatië · 
Letland ·
Liechtenstein ·
Litouwen ·
Luxemburg ·
Malta ·
Moldavië ·
Mongolië ·
Montenegro ·
Noord-Ierland ·
Noord-Macedonië ·
Noorwegen ·
Oekraïne ·
Oezbekistan ·
Oman ·
Oostenrijk ·
Palestina ·
Polen ·
Portugal ·
Qatar ·
Roemenië ·
Rusland ·
San Marino ·
Saoedi-Arabië ·
Servië ·
Servië en Montenegro ·
Singapore ·
Slovenië ·
Slowakije ·
Spanje ·
Tadzjikistan · 
Trinidad en Tobago · 
Tsjechië ·
Turkije · 
Turkmenistan · 
Verenigde Arabische Emiraten ·
Verenigde Staten ·
Wales ·
Wit-Rusland ·
Zwitserland ·
Zweden